# Broerenkerkplein
Het Broerenkerkplein is een park gelegen in de binnenstad van de Nederlandse plaats Zwolle.
Het park is een rustig groen plein, met gras, oude bomen en een kleine bloementuin aan de rand van het winkelgebied van Zwolle. Ooit maakte het deel uit van een kloostercomplex, waarvan de Broerenkerk en De Librije zijn blijven bestaan. Tussen 1758 en 1899 was in het pand van de librije een synagoge gevestigd. Het beeld dat op het plein staat is van de Franse kunstenaar Eugène Dodeigne. Het doopvont uit de in 1965 gesloopte Sint-Michaëlskerk werd in 2003 op het plein geplaatst, het heeft daar echter te lijden van vandalisme.
Archenaultplantsoen · Azaleapark · Badhuiswal - Noordereiland · Broerenkerkplein · De Dobbe · Engelse Werk · Groen assenkruis Holtenbroek · Ittersumerpark · Van Nahuysplein · Nooterhof · Oldenelerpark · Park Aa-landen · Park Eekhout · Park Gerenbroek · Park Gerenlanden · Park Hogenkamp · Park Ittersumerlanden · Park de Wezenlanden · Ter Pelkwijkpark · Twistvlietpark · Potgietersingel · Prins Clauspark · Schellerpark · Stinspark · Oude Weteringzone · Wijkpark Berkum · Zwarte waterpark Holtenbroek · Zwarte waterpark Stadshagen